# Sołonka (hromada)
Sołonka – hromada terytorialna w rejonie lwowskim obwodu lwowskiego Ukrainy. Siedzibą hromady jest wieś  Sołonka.
Hromadę utworzono 13 lipca 2017 roku w ramach reformy decentralizacji, z terenu byłych wiejskich rad: zubrańskiej, porszniańskiej, rakowieckiej i sołonkiwskiej, byłego pustomyckiego rejonu. 
12 czerwca 2020 roku do hromady dołączono tereny byłych wielskich rad: wowkiwskiej i żyriwskiej z byłego pustomyckiego rejonu.

## Miejscowości hromady
W skład hromady wchodzi 21 wsi

- Sołonka – siedziba hromady
- Chrusno
- Derewacz
- Grabnik
- Kowery
- Kuhajów
- Lipniki
- Maliczkowice
- Milatycze
- Nagórzany
- Nowosiółki
- Podsadki
- Podciemno
- Porszna
- Rakowiec
- Siedliska
- Tołszczów
- Wołków
- Zagórze
- Zubrza
- Żyrawka

## Mniejszości narodowe
| Narodowość  | Liczba ludności | Liczba wsi z mniejszością |
| ----------- | --------------- | ------------------------- |
| Rosjanie    | 225             | 12                        |
| Polacy      | 29              | 6                         |
| Białorusini | 6               | 3                         |
| Mołdawianie | 1               | 1                         |
| Rumuni      | 1               | 1                         |